# Ester Almqvist
Éster Dorothea Almqvist (Bromma, 3 de noviembre de 1869 –Lund, 11 de junio de 1934) fue una artista sueca, pionera de la pintura expresionista en su país.

## Familia y educación
Almqvist nació en Bromma, pero pasó su niñez en Estocolmo, donde sus padres enseñaban en una escuela para misioneros cristianos. Su padre, sacerdote, murió cuando ella tenía 9 años, y su madre tuvo que trabajar como profesora particular y vendedora de libros para mantener a la familia.  Almqvist nació con la espina dorsal deformada, lo cual limitó su movilidad durante toda su vida, pero también le dio libertad para estudiar arte en vez de ser ama de casa.
Estudió en la Escuela Técnica en Estocolmo, graduándose en el año 1891, y estudió arte en clases particulares con el pintor Gustaf Cederström. Continuó sus estudios de arte en el Valand Art Academy de Gothenburg (1892–93) y también en la Artist League School de Estocolmo (1894-95). Sus profesores fueron  entre otros Por Hasselberg y Bruno Liljefors. Mientras estudiaba, ilustró libros para pagarse sus estudios. 

## Carrera artística

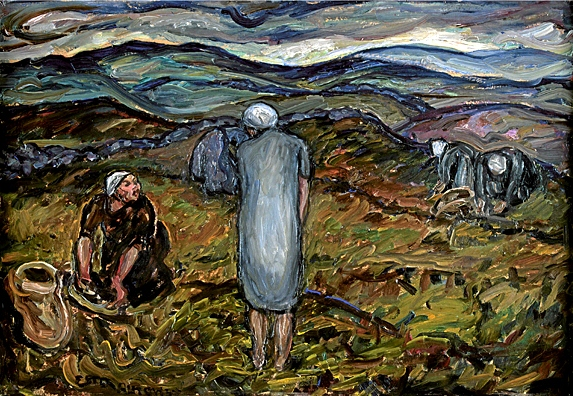
Las cosechadoras de arándanos rojos (1928)

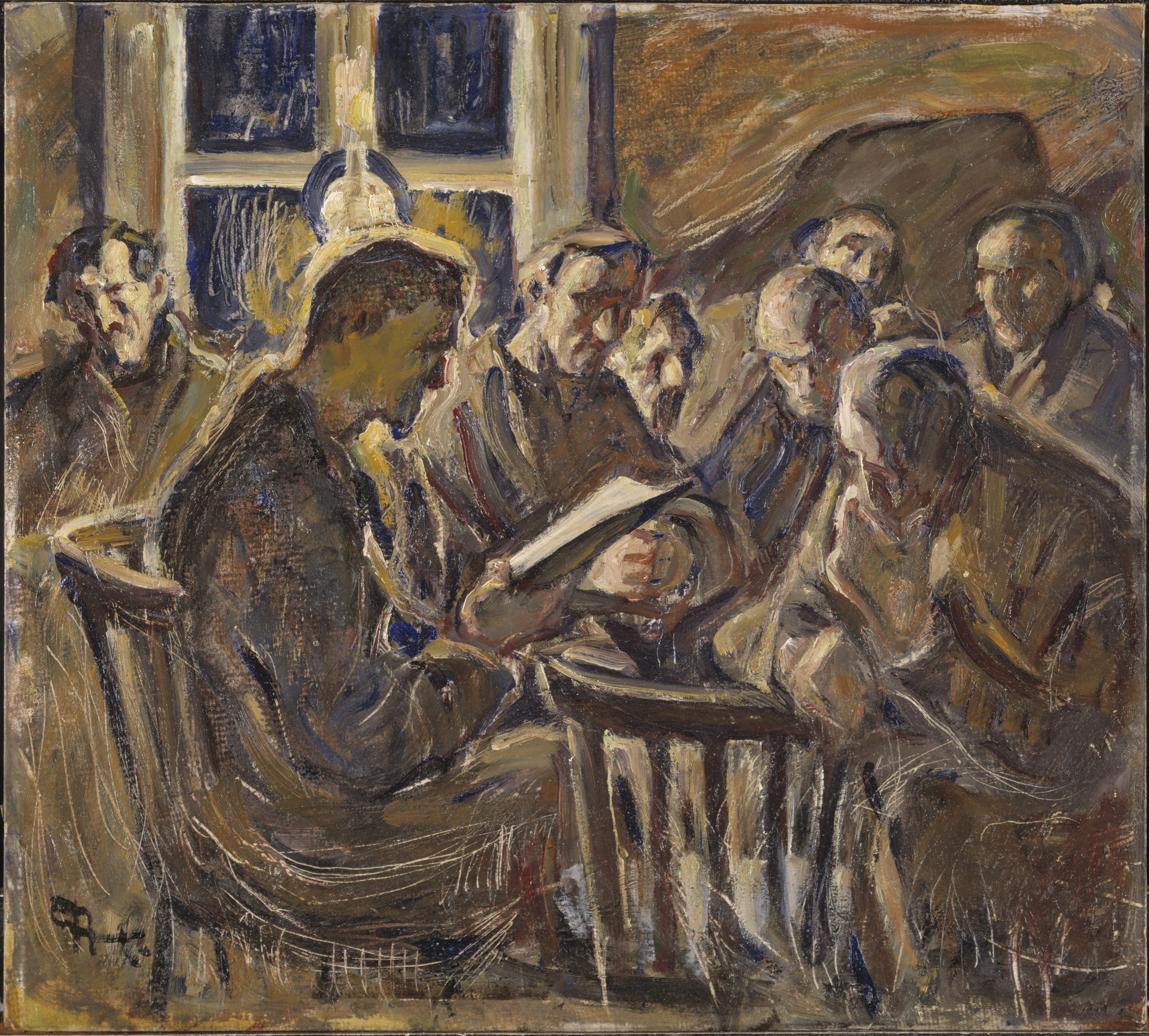
La reunión (1929)

Almqvist pasó la mayoría de su vida activa en Lund, y algunas de su mejores pinturas son de las áreas circundantes de la provincia de Skåne. Empezó a exponer su obra a finales de 1890. En 1904 participó en la Exposición Universal de San Luis.
Sus primeros trabajos eran  de estilo impresionista, al compás del sentir melancólico prevaleciente en la pintura sueca en aquel momento. Tras la muerte de su madre cambió su estilo al expresionismo, y sus pinturas maduras de aproximadamente el año 1913 compartían un gran parecido con el trabajo de Vincent van Gogh, pintadas con enérgicos trazos, colores fuertes, y líneas pesadas.
Almqvist perteneció a un grupo de mujeres artistas suecas que viajaron, trabajaron, expusieron, y a veces vivieron juntas, incluyendo Tora Vega Holmström, Agnes Wieslander, y Maja Fjæstad. En su último año de vida, cuando el dolor de espalda le imposilitaba para trabajar, una generación más joven de mujeres artistas, como Vera Nilsson, Mollie Faustman, y Siri Derket, montaron una exposición de su trabajo en Estocolmo haciendo honor a su temprana obra modernista sueca. 
Sin embargo el reconocimiento total vino solamente después de su muerte en 1934. Tan solo un año después, su amigo Nils Gösta Sandbladen organizó una exposición en el Skånska Konstmuseu de Lund. En 1938, se organizó su primera retrospectiva en el Galerie Moderne de Bruselas.
Almqvist insistió en que su obra fuera donada al Museo de Malmö. Su trabajo está ahora en la colección del Museo Nacional sueco, el Gothenburg Museo de Arte, el Malmö Museo de Arte, y en otras instituciones, y es ampliamente reconocida como pionera del expresionismo en Suecia. Éster Almqvist es la artista con más obras en las colecciones del Malmö Konstmuseum, un total de 2.083 piezas. Ella especificó como su última voluntad que su colección de pinturas al óleo, acuarela, carboncillo, pastel y dibujos de tinta, páginas gráficas y libro de apuntes fueran donados a este museo.
En 1992, su pintura titulada La reunión (en sueco: Sammankomsten, 1929) apareció en un sello de franqueo de las Naciones Unidas conmemorando el Artículo 20 de la Declaración Universal de Derechos Humanos que protege el derecho de reunión.
Sus escritos están catalogados en la Universidad de Lund.